# Paso de Carrasco
Paso de Carrasco is een stad in Uruguay. Paso Carrasco is tevens de naam van de gemeente waartoe de stad behoort. Barro de Carrasco, waar de internationale luchthaven Aeropuerto Internacional de Carrasco gelegen is, behoort eveneens tot deze gemeente en begrenst Paso de Carrasco in het noordwesten. Ten zuidwesten van Paso de Carrasco scheidt het stroompje Arroyo Carrasco de stad van het departement Montevideo.

## Inwoners
| Jaar | Populatie |
| ---- | --------- |
| 1963 | 4,896     |
| 1975 | 8,592     |
| 1985 | 10,278    |
| 1996 | 12,174    |
| 2004 | 15,028    |
| 2011 | 15,908    |